# ライヴ・アット・ハマースミス (ホワイトスネイクのアルバム)
『ライヴ・アット・ハマースミス』（Live at Hammersmith）は、ホワイトスネイクが1978年に録音・1980年に発表したライブ・アルバム。

## 解説
日本のポリドール・レコードが独自に制作したライブ・アルバム。デイヴ・ドウル在籍時に行われた、ハマースミス・オデオン公演が収録されている。「テイク・ユア・ライフ」と「ミストゥリーテッド」は、デイヴィッド・カヴァデールが在籍していたディープ・パープルの楽曲のセルフ・カヴァーで、いずれもオリジナル・ヴァージョンはアルバム『紫の炎』（1974年）に収録されている。
イギリス等では、1980年6月に録音されたライブ・アルバム『ライヴ…イン・ザ・ハート・オブ・ザ・シティ』（1980年）に組み込まれる形で発売され、2007年には、日本でも同様の形態で再発されている。

## 収録曲
1. カム・オン - Come on (David Coverdale, Bernie Marsden) - 4:01
2. テイク・ユア・ライフ - Might Just Take Your Life (D. Coverdale, Ritchie Blackmore, Jon Lord, Ian Paice) - 5:40
3. ライ・ダウン - Lie Down (D. Coverdale, Micky Moody) - 4:17
4. ハート・オブ・ザ・シティ - Ain't No Love in the Heart of the City (Michael Price, Dan Walsh) - 6:29
5. トラブル - Trouble (D. Coverdale, B. Marsden) - 4:55
6. ミストゥリーテッド - Mistreated (D. Coverdale, R. Blackmore) - 10:45

## 参加ミュージシャン
- デイヴィッド・カヴァデール - ボーカル
- ミッキー・ムーディ - ギター
- バーニー・マースデン - ギター
- ジョン・ロード - キーボード
- ニール・マーレイ - ベース
- デイヴ・ドウル - ドラムス